# Пешков, Александр Иванович
Александр Иванович Пе́шков (1908—1976) — бывший командир 1052-го стрелкового полка 301-й стрелковой Сталинской (Донецкой) ордена Суворова второй степени дивизии 9-го Краснознамённого стрелкового корпуса 5-й ударной армии 1-го Белорусского фронта, подполковник. Герой Советского Союза.

## Биография
Родился 13 августа 1908 года в селе Кузьминское ныне Онежского района Архангельской области в крестьянской семье. Русский. Член ВКП(б)/КПСС с 1928 года. Образование неполное среднее. Был на комсомольской и партийной работе.
В Красной Армии с 1930 года. В 1932 году окончил Московскую военную авиационно-техническую школу, а в 1941 году — Военно-политическую академию. На фронте в Великую Отечественную войну с июля 1941 года.
Командир 1052-го стрелкового полка (301-я стрелковая дивизия, 9-й стрелковый корпус, 5-я ударная армия, 1-й Белорусский фронт) подполковник Александр Пешков в ходе Висло-Одерской операции 14 января 1945 года организовал прорыв обороны противника юго-западнее польского города Варка.
Полк А. И. Пешкова с боями вышел к реке Пилица, 15 января 1945 года форсировал её, захватил плацдарм, и отразил все контратаки противника.
В 1946 году отважный командир полка окончил курсы «Выстрел». В 1956 году защитил учёную степень кандидат военных наук. С 1957 года полковник Пешков А. И. — в запасе.
Жил в городе-герое Москве, работал экскурсоводом в Центральном музее Вооружённых Сил СССР. 
Скончался 24 февраля 1976 года. Похоронен в Москве на Химкинском кладбище.

## Награды
Указом Президиума Верховного Совета СССР от 27 февраля 1945 года за умелое командование полком, образцовое выполнение боевых заданий командования на фронте борьбы с немецко-фашистским захватчиками и проявленные при этом мужество и героизм подполковнику Пешкову Александру Ивановичу присвоено звание Героя Советского Союза с вручением ордена Ленина и медали «Золотая Звезда» (№ 5652).
Также награждён двумя орденами Ленина, двумя орденами Красного Знамени, орденами Суворова 3-й степени, Красной Звезды, медалями.